# Дроздов, Пётр Викторович
Пётр Викторович Дроздов (бел. Пётр Віктаравіч Драздоў; 23 сентября 1947, Толочин, Витебская область, Белорусская ССР, СССР) — белорусский государственный деятель. Почётный гражданин города Витебска (2007).

## Биография
Родился 23 сентября 1947 года в Толочине. В 1975 году окончил Белорусский институт народного хозяйства по специальности «планирование народного хозяйства», в 1983 году – Минскую высшую партийную школу.
Свою трудовую деятельность начал в 1966 году. Тогда он работал электромонтером Гомельской ТЭЦ, затем был мастером производственного обучения технического училища № 81 города Гомель. В 1967 году был служил в рядах Советской армии. После окончания военной службы, в 1969 году, работал в Борисове инженером предприятия электрических сетей, старшим инженером-энергетиком ДСР-25 Миндорстроя Белорусской ССР. В 1972 году переехал в Витебск и начал работать конструктором специального конструкторского бюро завода шлифовальных и заточных станков. Работал на различных должностях в Витебском областном исполнительном комитете. С 1985 по 2002 — заместитель Председателя Витебского областного исполнительного комитета. С февраля 2002 по июль 2003 работал в Совете министров Республики Беларусь в качестве председателя Комитета по материальным резервам.
С июля 2003 по августа 2009 — Председатель Витебского городского исполнительного комитета.

## Награды и почётные звания
- Орден Франциска Скорины (28.12.2007) — за многолетнюю плодотворную работу, высокое профессиональное мастерство;
- Орден Почёта (2000);
- Почётные гражданин города Витебска (10.08.2007)[1][3].